# Fées contre sorciers
 (avril 2017).
Fées contre sorciers est le 23e tome de la série de bande dessinée Mélusine. Il est paru le 13 mars 2015.

## Source
- « Fées contre sorciers », sur bdcomics.izneo.com (consulté le 5 avril 2017)